# Анснес, Ронни Фредерик
Ронни Фредерик Анснес (норв. Ronny Fredrik Ansnes; 28 июня 1989 — 15 июля 2018, Мельдал, Трёнделаг) — норвежский лыжник, призёр этапа Кубка мира.
В Кубке мира Анснес дебютировал в 2011 году, в ноябре того же года впервые попал в тройку лучших на этапе Кубка мира, в эстафете. В личных гонках лишь один раз попадал в тридцатку лучших, заняв 13-е место в гонке на 15 км классическим стилем в феврале 2011 года. Лучшим достижением Анснеса в общем итоговом зачёте Кубка мира является 119-е место в сезоне 2010/11.
За свою карьеру в чемпионатах мира и Олимпийских играх участия не принимал. На чемпионатах Норвегии один раз попадал в призёры, заняв 3-е место в гонке на 15 км свободным ходом в 2012 году.